# My Generation (canção de Limp Bizkit)
"My Generation" é uma canção escrita por Wes Borland, Fred Durst, John Otto e Sam Rivers, gravada pela banda Limp Bizkit.
É o primeiro single do terceiro álbum de estúdio lançado em 2000, Chocolate Starfish and the Hot Dog Flavored Water.

## Paradas
| Ano  | Parada                     | Posição |
| ---- | -------------------------- | ------- |
| 2000 | Hot Mainstream Rock Tracks | 33      |
| 2000 | Alternative Songs          | 18      |